# Théo Gerhards
Pour les articles homonymes, voir Gerhards.
Théodore, Jean Gerhards dit Théo, né le 1er février 1900 à Saverne (Bas-Rhin) et mort le 29 octobre 1943  à Halle-sur-Saale (Allemagne), est un résistant français alsacien.

## Biographie
Théodore Jean Gerhards, ou Théo Gerhards, naît à Saverne dans l'Alsace annexée par l'Allemagne depuis 1871, il est le fils de Gérard Gerhards, militaire allemand devenu sous-chef de gare à Saverne et d'Elisabeth Leyenberger,. Il est l'ainé d'une famille de treize enfants. Il reçoit de ses parents une éducation marquée par la religion catholique à Saint-Remy-Signeulx (Belgique) puis à Saint-Hippolyte et enfin à Fribourg.

### Première Guerre mondiale
Au début de 1918, pendant la Première Guerre mondiale, Théo Gerhards passe en conseil de révision le 8 avril 1918. Il est incorporé le 2 mai 1918. Il est affecté à Berlin mais il est considéré francophile et est condamné à plusieurs reprises par l'autorité allemande à des jours d'arrêt, notamment pour avoir parlé à des prisonniers français et pour avoir laissé s'échapper deux d'entre eux. Il participe à la révolution allemande à Berlin en combattant contre les troupes impériales du 9 au 11 novembre 1918, puis avec les spartakistes contre les troupes gouvernementales,. Il doit fuir et retourne à Saverne.

### Entre-deux-guerres
L'arrêté ministériel du 14 décembre 1918 met en place quatre sortes de cartes d'identité pour les habitants de l'Alsace. Le père de Gerhards reçoit une carte du type « D ». Il est considéré comme « un étranger ressortissant d'un pays ennemi ». La famille Gerhards est expulsée pendant l'été 1919. Elle se réfugie à Dalheim.Théo Gerhards reste en France et effectue ses 18 mois de service militaire au 4e régiment d'infanterie à Auxerre et obtient la nationalité française,. Il rejoint ses parents en Rhénanie et entre à l'École supérieure du textile à Mönchengladbach de 1922 à mai 1923. L'annulation de l'arrêté d'expulsion permet à la famille de revenir à Saverne.
Théo Gerhards occupe plusieurs emplois de représentant en produits mécaniques. Il s'investit dans la vie paroissiale, dans la Société d'histoire de Saverne et dans le Club vosgien. Le 24 novembre 1930, Gerhards épouse à Saverne Claire Joséphine Kannapel, fille de commerçants, et avec laquelle il aura quatre enfants. Après la naissance du dernier, il travaille définitivement dans l'épicerie-mercerie des parents de son épouse.
Sur le plan politique, il adhère au Parti social français (PSF) du colonel François de La Rocque.

### Seconde Guerre mondiale
En tant que réserviste, Gerhards est envoyé au début de la Seconde Guerre mondiale dans une usine d'armement à Auxerre. Fin 14 juin 1940, il quitte la ville et entame un périple au travers des régions dévastées par la guerre pour rentrer par ses propres moyens en Alsace.

#### Actions de résistance
Refusant l'annexion de fait de l'Alsace, le 20 août 1940 il adhère au réseau Uranus-Kléber des services de renseignement (SR) de Vichy. Il en devient le responsable du secteur de Saverne où il organise une filière d'évasion. Membre du Club vosgien et connaissant très bien le réseau de sentiers forestiers, il fait passer lui-même une quarantaine de prisonniers de guerre évadés et de réfractaires alsaciens en France. Il travaille avec plusieurs intermédiaires comme Maria Gerhards sa sœur, Eugène Masseran, Auguste Werlé, Pierre Trappler, Eugène Meyer et Marie-Laure Dreysse à Saverne, Germaine Gerber à Saint-Jean-Saverne, Marguerite Fuhrmann et Eugène Denninger à Marmoutier. Il s'implique dans la première tentative d'évasion de Robert Schuman,.
À partir d'avril 1942, il rajoute le renseignement à son action de résistant. Il s'intéresse au dépôt de munitions de Romanswiller, aux usines Trippel à Molsheim et Junkers à Strasbourg-Meinau. Cette usine répare des moteurs d'avion. Par l'intermédiaire de Marguerite Fuhrmann, il y dispose de l'aide de Marcel Kopp, un dessinateur industriel originaire de Marmoutier. Il lui demande de réaliser un plan du site de production. De sa propre initiative, Marcel Kopp lui transmet un document technique concernant les ateliers d'essais et les chiffres de la production des ateliers de réparation de moteurs de janvier à avril 1942.
Théo Gerhards cherche également à établir une nomenclature des Stalags et Oflags d'Allemagne à partir de renseignements fournis par les évadés, et localise vingt-cinq camps de prisonniers de guerre français en Allemagne.
Par l'intermédiaire de Pierre Trappler et Eugène Meyer qui travaillent dans l'administration municipale de Saverne il recueille des informations provenant de document classés secret émanant du Sichersheitsdienst sur des domaines très divers comme la presse, l'éducation, la notion de race, l'éducation, la littérature, le cinéma ou la santé publique.

#### Arrestation et condamnation
À la suite d'une dénonciation, Théo Gerhards est arrêté le 6 juillet 1942 à la ferme du Kreutzfeld près de Saverne. Marguerite Furhmann est interpellé le 14 et Marcel Kopp le 15 juillet. Il est incarcéré à la prison de la rue du Fil à Strasbourg où il est interrogé par l'agent Brunner de la Gestapo. Puis il est transféré à la prison de Kehl où il est autorisé à recevoir la visite hebdomadaire de sa famille.
Le 28 novembre 1942 les trois accusés sont transférés à la prison Alt Moabit de Berlin. Théodore Gerhards porte le matricule B4181, il est placé dans la cellule n° 223 du secteur B. Le 22 décembre, il apprend qu'il sera jugé par le 3e sénat du Reichkriegsgericht (cour martiale du Reich). Les 10 et 23 janvier 1943 il est interrogé par un juge d'instruction. L'avocat berlinois Kurt Valentin est désigné pour assurer sa défense. Il est inculpé « d'atteinte à la sécurité du Reich ».
Les trois accusés sont jugés et condamnés à mort en quelques heures le 3 mai 1943. Le 21 mai 1943 le jugement est confirmé par l'amiral Max Bastian. Marguerite Fuhrmann et Marcel Kopp voient leur peine commuée en détention à perpétuité mais le recours en grâce de Théo Gerhards est refusé. Il est transféré le 28 octobre 1943 à la prison de Roter Ochse de Halle-sur-Saale. Il est guillotiné le lendemain vers 17 h par le bourreau Ernst Reindel,.

### Après-guerre
Son corps est incinéré, l'urne est déposée le 5 novembre 1943 dans une tombe où elle restera jusqu'au 6 novembre 1946 date à laquelle elle est rapatriée avec celles de 80 autres compatriotes au fort Desaix de Mundolsheim qui sert au stockage des corps des victimes de la guerre jusqu'à leur inhumation. Le 3 septembre 1948 l'urne est déposé à l'hôtel de ville de Saverne où la foule immense lui rend hommage. La cérémonie officielle des obsèques de Théodore Gerhards à lieu le dimanche 5 septembre 1948 en présence des autorités civiles et militaires. Le cortège rejoint le cimetière par l'artère principale de la ville entre deux haies ininterrompues d'habitants.
Marguerite Fuhrmann survit à l'univers concentrationnaire nazi. Marcel Kopp est abattu sommairement avec 818 détenus par un détachement SS dans la nuit du 30 au 31 janvier 1945 à Sonnenburg.
Les dénonciateurs de Théodore Gerhards sont jugés le 8 janvier 1946 par le tribunal de Saverne. Eugène Rossin est condamné à mort et Anne Zehnacker aux travaux forcés à perpétuité.

## Reconnaissance
- La lettre écrite par Théo Gerhards à sa famille avant son exécution est exposée au Mémorial de l'Alsace-Moselle à Schirmeck[12].
- Son nom figure également sur le Mémorial national des anciens des services spéciaux de la Défense à Ramatuelle[13].
- La ville de Saverne possède une rue Théo-Gerhards[14].

## Distinctions
Il est déclaré « mort pour la France » (23 avril 1947) et « mort en déportation »,.
- Chevalier de la Légion d'honneur (1947)[5] ;
- Croix de guerre 1939–1945 (1947)[5] ;
- Médaille de la Résistance française avec rosette (22 novembre 1946)[5].